# Sindaci di Dresda
Di seguito l'elenco cronologico dei sindaci di Dresda e delle altre figure apicali equivalenti che si sono succedute nel corso della storia.

## Impero tedesco (1871-1918)
| Sindaci (Oberbürgermeister) eletti dal Consiglio comunale (1871-1918) | Sindaci (Oberbürgermeister) eletti dal Consiglio comunale (1871-1918) | Sindaci (Oberbürgermeister) eletti dal Consiglio comunale (1871-1918) | Sindaci (Oberbürgermeister) eletti dal Consiglio comunale (1871-1918) | Sindaci (Oberbürgermeister) eletti dal Consiglio comunale (1871-1918) |
| Nominativo                                                            | Partito                                                               | Partito                                                               | Mandato                                                               | Mandato                                                               |
| Nominativo                                                            | Partito                                                               | Partito                                                               | Inizio                                                                | Fine                                                                  |
| --------------------------------------------------------------------- | --------------------------------------------------------------------- | --------------------------------------------------------------------- | --------------------------------------------------------------------- | --------------------------------------------------------------------- |
| Friedrich Wilhelm Pfotenhauer                                         | ?                                                                     | ?                                                                     | 1871                                                                  | 1877                                                                  |
| Paul Alfred Stübel                                                    |                                                                       | Partito Nazionale Liberale                                            | 1877                                                                  | 1895                                                                  |
| Gustav Otto Beutler                                                   |                                                                       | Partito Conservatore Tedesco                                          | 1895                                                                  | 1915                                                                  |
| Bernhard Blüher                                                       |                                                                       | Partito Popolare Tedesco                                              | 1915                                                                  | 1919                                                                  |

## Repubblica di Weimar (1918-1933)
| Sindaci (Oberbürgermeister) eletti dal Consiglio comunale (1918-1933) | Sindaci (Oberbürgermeister) eletti dal Consiglio comunale (1918-1933) | Sindaci (Oberbürgermeister) eletti dal Consiglio comunale (1918-1933) | Sindaci (Oberbürgermeister) eletti dal Consiglio comunale (1918-1933) | Sindaci (Oberbürgermeister) eletti dal Consiglio comunale (1918-1933) |
| Nominativo                                                            | Partito                                                               | Partito                                                               | Mandato                                                               | Mandato                                                               |
| Nominativo                                                            | Partito                                                               | Partito                                                               | Inizio                                                                | Fine                                                                  |
| --------------------------------------------------------------------- | --------------------------------------------------------------------- | --------------------------------------------------------------------- | --------------------------------------------------------------------- | --------------------------------------------------------------------- |
| Bernhard Blüher                                                       |                                                                       | Partito Popolare Tedesco                                              | 1919                                                                  | 1931                                                                  |
| Wilhelm Külz                                                          |                                                                       | Partito Democratico Tedesco                                           | 1931                                                                  | 1933                                                                  |

## Germania nazista (1933-1945)
| Sindaci (Oberbürgermeister) nominati dal governo (1933-1945) | Sindaci (Oberbürgermeister) nominati dal governo (1933-1945) | Sindaci (Oberbürgermeister) nominati dal governo (1933-1945) | Sindaci (Oberbürgermeister) nominati dal governo (1933-1945) | Sindaci (Oberbürgermeister) nominati dal governo (1933-1945) |
| Nominativo                                                   | Partito                                                      | Partito                                                      | Mandato                                                      | Mandato                                                      |
| Nominativo                                                   | Partito                                                      | Partito                                                      | Inizio                                                       | Fine                                                         |
| ------------------------------------------------------------ | ------------------------------------------------------------ | ------------------------------------------------------------ | ------------------------------------------------------------ | ------------------------------------------------------------ |
| Ernst Zörner                                                 |                                                              | Partito Nazionalsocialista Tedesco dei Lavoratori            | 1933                                                         | 1937                                                         |
| Rudolf Kluge                                                 |                                                              | Partito Nazionalsocialista Tedesco dei Lavoratori            | 1937                                                         | 1940                                                         |
| Hans Nieland                                                 |                                                              | Partito Nazionalsocialista Tedesco dei Lavoratori            | 1940                                                         | 1945                                                         |
| Adalbert Wolpert                                             |                                                              | Partito Nazionalsocialista Tedesco dei Lavoratori            | 1945                                                         | 1945                                                         |

## Zona di occupazione sovietica/Repubblica Democratica Tedesca (1945-1990)
| Sindaci (Oberbürgermeister) eletti dal Consiglio cittadino (1945-1990) | Sindaci (Oberbürgermeister) eletti dal Consiglio cittadino (1945-1990) | Sindaci (Oberbürgermeister) eletti dal Consiglio cittadino (1945-1990) | Sindaci (Oberbürgermeister) eletti dal Consiglio cittadino (1945-1990) | Sindaci (Oberbürgermeister) eletti dal Consiglio cittadino (1945-1990) |
| Nominativo                                                             | Partito                                                                | Partito                                                                | Mandato                                                                | Mandato                                                                |
| Nominativo                                                             | Partito                                                                | Partito                                                                | Inizio                                                                 | Fine                                                                   |
| ---------------------------------------------------------------------- | ---------------------------------------------------------------------- | ---------------------------------------------------------------------- | ---------------------------------------------------------------------- | ---------------------------------------------------------------------- |
| Rudolf Friedrichs                                                      |                                                                        | Partito Socialdemocratico di Germania                                  | 1945                                                                   | 1945                                                                   |
| Johannes Müller                                                        |                                                                        | Indipendente                                                           | 1945                                                                   | 1946                                                                   |
| Gustav Leißner                                                         |                                                                        | Partito Socialdemocratico di Germania                                  | 1946                                                                   | 1946                                                                   |
| Walter Weidauer                                                        |                                                                        | Partito Socialista Unificato di Germania                               | 1946                                                                   | 1958                                                                   |
| Herbert Gute                                                           |                                                                        | Partito Socialista Unificato di Germania                               | 1958                                                                   | 1961                                                                   |
| Gerhard Schill                                                         |                                                                        | Partito Socialista Unificato di Germania                               | 1961                                                                   | 1986                                                                   |
| Wolfgang Berghofer                                                     |                                                                        | Partito Socialista Unificato di Germania                               | 1986                                                                   | 1990                                                                   |

## Repubblica Federale di Germania (dal 1990)
| Sindaci (Oberbürgermeister) eletti dal Consiglio cittadino (1990-1994)   | Sindaci (Oberbürgermeister) eletti dal Consiglio cittadino (1990-1994) | Sindaci (Oberbürgermeister) eletti dal Consiglio cittadino (1990-1994) | Sindaci (Oberbürgermeister) eletti dal Consiglio cittadino (1990-1994) | Sindaci (Oberbürgermeister) eletti dal Consiglio cittadino (1990-1994) | Sindaci (Oberbürgermeister) eletti dal Consiglio cittadino (1990-1994) | Sindaci (Oberbürgermeister) eletti dal Consiglio cittadino (1990-1994) |
| Nominativo                                                               | Nominativo                                                             | Partito                                                                | Partito                                                                | Mandato                                                                | Mandato                                                                | Elezione                                                               |
| Nominativo                                                               | Nominativo                                                             | Partito                                                                | Partito                                                                | Inizio                                                                 | Fine                                                                   | Elezione                                                               |
| ------------------------------------------------------------------------ | ---------------------------------------------------------------------- | ---------------------------------------------------------------------- | ---------------------------------------------------------------------- | ---------------------------------------------------------------------- | ---------------------------------------------------------------------- | ---------------------------------------------------------------------- |
|                                                                          | Herbert Wagner                                                         |                                                                        | Unione Cristiano-Democratica di Germania                               | 1990                                                                   | 1994                                                                   | Elezione 1990                                                          |
| Sindaci (Oberbürgermeister) eletti direttamente dai cittadini (dal 1994) |                                                                        |                                                                        |                                                                        |                                                                        |                                                                        |                                                                        |
| Nominativo                                                               | Nominativo                                                             | Partito                                                                | Partito                                                                | Mandato                                                                | Mandato                                                                | Elezione                                                               |
| Nominativo                                                               | Nominativo                                                             | Partito                                                                | Partito                                                                | Inizio                                                                 | Fine                                                                   | Elezione                                                               |
|                                                                          | Herbert Wagner                                                         |                                                                        | Unione Cristiano-Democratica di Germania                               | 1994                                                                   | 2001                                                                   | Elezione 1994                                                          |
|                                                                          | Ingolf Roßberg                                                         |                                                                        | Partito Liberale Democratico                                           | 2001                                                                   | 20 novembre 2008                                                       | Elezione 2001                                                          |
|                                                                          | Helma Orosz                                                            |                                                                        | Unione Cristiano-Democratica di Germania                               | 20 novembre 2008                                                       | 3 settembre 2015                                                       | Elezione 2008                                                          |
|                                                                          | Dirk Hilbert                                                           |                                                                        | Partito Liberale Democratico                                           | 3 settembre 2015                                                       | in carica                                                              | Elezione 2015                                                          |